# Xenocladia
Xenocladia Arnold 1940 es un género de Pteridophyta descrito a partir de sus restos fósiles muy fraccionarios encontrados en rocas procedentes de las edades Givetiense a Frasniense del Devónico Medio en yacimientos de Estados Unidos y Kazajistán.
Por los pocos caracteres que han podido observarse este vegetal es único dentro de la clase Cladoxylopsida por la morfología de su cilindro vascular.
El género Xenocladia y su, hasta el momento, única especie Xenocladia medullosina fue descrito por Chester Arthur Arnold en 1940 a partir de unos restos fósiles muy fraccionarios localizados en sedimentos del Devónico Medio del estado de Nueva York. El pequeño tamaño de los especímenes no permitió establecer su morfología general ni la relación filogenética del género aunque mostraban con claridad detalles anatómicos internos. El género fue incluido en la clase Cladoxylaceae en 1950 gracias a unos nuevos restos, también muy parciales, estudiados por Rudolph Kopf.

## Morfología
Toda la información disponible para Xenocladia está referida a su sistema vascular ya que los ejemplares más completos del género tienen un diámetro máximo de tallo de 4 centímetros y unos 7 milímetros de longitud en el mejor de los casos. El cilindro vascular, sin embargo, es único dentro de los vegetales devónicos ya que muestra una estela polistélica el lugar de una eustela. Así la estela estaba formada por numerosos haces vasculares aislados, hasta 15 haces, cada uno de los cuales tenía sección redonda, oval a elongada y se encontraban completamente rodeados de tejido parenquimático. Los haces vasculares se encontraban rodeados de tejido medular y estaban formados por un xilema primario sin médula ni parénquima y muy compacto. A diferencia de la mayoría de los vegetales incluidos en el clado Cladoxylaceae los restos de Xenocladia salvo Cladoxylon y Franhueberia muestran la presencia de un xilema secundario de cierta entidad. Este xilema secundario rodeaba completamente cada uno de los haces vasculares y estaba formado por traqueidas punteadas de igual diámetro y de paredes estrechas alineadas radialmente y rodeadas de tejido parenquimatoso y de una estrecha franja de floema.
La definición de este sistema vascular como polistela es puramente descriptiva ya que no puede asegurarse cuál es su origen ontogénico. Material fósil procedente de Kazajistán parece mostrar que realmente los diferentes haces vasculares que en otros ejemplares se observaban completamente aislados anastomosan en Xenocladia, es decir que se encontraban comunicados entre sí, por lo que los investigadores de esos restos prefieren considerar una estela de tipo meriestela.
Toda la información sobre el hábito de Xenocladia se basa en conjeturas deducidas a partir de la poca información disponible. Desde el descubrimiento del vegetal se asumió que al igual que el resto de los representantes de su familia Xenocladia debió posee porte arbustivo o arbóreo especialmente considerando que otras especies que no poseyeron xilema secundario y por tanto tallos leñosos lo tuvieron. En 1983 los investigadores rusos Yves Lemoigne y Alevtina Iurina replantearon la discusión al respecto al considerar que este género quizás pudo posee porte lianoide al presentar un sistema vascular similar al que poseen las lianas actuales y fósiles y a que los haces vasculares ovoides y elongados sugerían un crecimiento no vertical. De ser así sería el ejemplo más antiguo de lianas conocido aunque este planteamiento no es compartido por otros paleobotánicos por falta de pruebas concluyentes. A falta de datos que puedan esclarecer la morfología de Xenocladia y su hábito sí es cierto que el registro fósil presenta un caso de lianas en el periodo Devónico. En 1992 un equipo dirigido por el investigador Snigirevsky reportó un tallo de una cladoxilópsida, la misma familia que Xenocladia, asociado al fuste de Archaeopteris.